# Фарафонова, Екатерина Николаевна
Екатерина Николаевна Фарафонова (1922, Тверь — июль 1942, д. Конюшки, Калининская область) — партизан Великой Отечественной войны.

## Биография
В 1937 г. вступила в комсомол. Среднюю школу окончила в Калинине; в 1939—1941 гг. работала на Калининском городском молочном заводе.
С апреля 1942 г. — в партизанском отряде «За родную землю» 2-й Калининской партизанской бригады.
В начале июля 1942 диверсионная группа, в которую входила Е. Фарафонова, подорвала эшелон противника на линии Новосокольники — Невель. При возвращении с задания группа попала в окружение у д. Конюшки; раненные в бою Е. Фарафонова и З. С. Тимофеева попали в плен и были зверски замучены гитлеровцами. Похоронены там же.

## Награды
- орден Красной Звезды (посмертно).

## Память
В 1965 г. 2-я ул. Шевченко в Твери переименована в честь Екатерины Фарафоновой.